# Élégie (Boulanger)
Pour les articles homonymes, voir Élégie (homonymie).
Élégie est une mélodie pour voix et piano ou orchestre de Nadia Boulanger composée en 1906 sur un poème d'Albert Samain.

## Composition
Élégie est composé du 9 au 21 avril 1906 et orchestré le 9 janvier 1907. La mélodie est écrite sur un poème d'Albert Samain extrait de « Élégies », deuxième partie du recueil Le Chariot d'or (Paris, Mercure de France, 1901).
L'incipit de l'œuvre est : « Une douceur splendide et sombre ».
La mélodie existe dans une version pour chant et piano ainsi qu'une pour chant et orchestre. Le manuscrit autographe de la version avec piano est conservée à la BnF (Ms. 19508) et porte en page de titre la date « Gargenville — 19 avril 1906 » et à la fin « 21 avril 1906 — 11 h soir ».
Les manuscrits de l'orchestration de Nadia Boulanger sont conservés au Musée de la musique (signé et daté à la fin « 9 janvier 1907 ») et à la médiathèque Nadia-Boulanger du CNSMDL (matériel d'orchestre). L'instrumentation de cette version est : 2 flûtes, 2 hautbois (le deuxième jouant cor anglais), 3 clarinettes (la troisième jouant clarinette basse), 2 bassons, 2 cors et cordes.

## Création
Dans sa version pour chant et piano, Élégie est donné en première audition par Marcelle Demougeot et Nadia Boulanger chez Mme Boulanger (36 rue Ballu) le 6 janvier 1907, avec Soleils couchants. Les deux mélodies sont redonnées salle Pleyel par Mme Courbatter et Nadia Boulanger le 21 mars 1907, puis au même endroit le 11 décembre 1908 par Rodolphe Plamondon et Nadia Boulanger.
La version pour chant et orchestre est créée à la salle Gaveau le 24 janvier 1909, par Marcelle Demougeot et l'orchestre des Concerts Lamoureux sous la direction de Camille Chevillard.

## Édition
La partition pour chant et piano est publiée par J. Hamelle en 1909 (cotage J.5822.H).
L'œuvre paraît en volume de deux mélodies, Élégie et Soleils couchants, sous le nom de « Nadia Boulenger », avant que le nom de la compositrice ne soit corrigé au tirage suivant, avec l'ajout d'une liste de six autres titres.
La partition est rééditée en fac-similé de l'édition Hamelle par Da Capo Press (New York, 1985).
En 2003, la mélodie connaît une nouvelle édition en volume chez Alphonse Leduc, au sein du recueil Mélodies pour voix moyenne (vol. 1).

## Commentaires
Élégie est d'une durée indicative d'exécution de trois minutes vingt.
Pour la musicienne et musicologue Anne de Fornel, l'œuvre figure, avec les autres partitions composées en 1906 sur des textes d'Albert Samain, Versailles, Ilda, Mon cœur et Mon âme est une infante, « parmi les mélodies les plus touchantes de [la] production » de Nadia Boulanger.
Dans le catalogue des œuvres de la compositrice établi par la musicologue Alexandra Laederich, la pièce porte le numéro NB 10.

## Discographie
- Nadia Boulanger : Lieder und Kammermusik, Melinda Paulsen (en) (mezzo-soprano) et Angela Gassenhuber (piano), Troubadisc TRO-CD 01407, 1993[5] — premier enregistrement mondial.
- Mademoiselle - Première Audience : Unknown Music of Nadia Boulanger, Nicole Cabell (soprano) et Lucy Mauro (piano), Delos DE 3496, 2 CD, 2017[6].
- Lili & Nadia Boulanger : mélodies, Cyrille Dubois (ténor) et Tristan Raës (piano), Aparté, 2020[7].
- Les heures claires : The Complete Songs : Nadia & Lili Boulanger, Lucile Richardot (mezzo-soprano) et Anne de Fornel (piano), Harmonia Mundi HMM 902356.58, 3 CD, 2023[8].